# Rebelión del Noroeste
La rebelión del noroeste (en francés: Rébellion du Nord-Ouest ), también conocida como resistencia del noroeste, fue un movimiento de resistencia armada de los métis liderizados por Louis Riel y una insurgencia asociada por parte de las Primeras Naciones Cree y Assiniboine del distrito de Saskatchewan en contra del gobierno canadiense. Muchos métis sintieron que Canadá no estaba protegiendo sus derechos, su tierra y su supervivencia como pueblo distinto lo que conllevó al conflicto.
Riel había sido invitado a liderar el movimiento de protesta; quien lo convirtió en acción militar con un tono fuertemente religioso. Ello alienó al clero católico, a los blancos, a la mayoría de las tribus indígenas y a algunos métis, pero contaba con la lealtad de 200 métis armados, un número menor de otros guerreros indígenas y al menos un hombre blanco en Batoche en mayo de 1885, enfrentándose a 900 milicianos canadienses (el entonces naciente ejército canadiense) y algunos residentes locales en apoyo al ejército. Alrededor de 91 personas morirían en los combates que tuvieron lugar antes de que el conflicto se disipara. : 3–4 
A pesar de algunas victorias tempranas en Duck Lake, Fish Creek y Cut Knife, el ataque fue destruido cuando las fuerzas gubernamentales abrumadoras y una escasez crítica de suministros provocaron la derrota de los métis en la batalla de Batoche que duró cuatro días. Los aliados aborígenes restantes se dispersaron. Varios jefes fueron capturados por el ejército canadiense algunos de los cuales cumplieron condena en prisión. Ocho hombres fueron ahorcados en el sentencia a muerte por ahorcamiento masivo más grande de Canadá, culpables de asesinatos cometidos fuera del conflicto militar.
Riel fue capturado, juzgado y declarado culpable de traición. A pesar de muchas peticiones de clemencia por todo el país, fue sentenciado a morir ahorcado. Riel se convirtió en un heroico mártir del Canadá francófono. Fue una de las causas del aumento en las tensiones étnicas hasta convertirse en una profunda división, cuyas repercusiones siguen sintiéndose en el presente. La supresión del conflicto contribuyó a que la realidad actual de las Provincias de la Pradera estuviera controlada por angloparlantes, quienes permitían sólo una presencia francófona muy limitada, y contribuyó a provocar la alienación de los canadienses franceses, que estaban amargados por la represión. El papel clave que jugó el Canadian Pacific Railway en el transporte de tropas hizo que aumentara el apoyo del gobierno conservador y el Parlamento autorizó fondos para completar el primer ferrocarril transcontinental del país.

## Nomenclatura
En Canadá, el conflicto recibe varios nombres, entre ellos Rebelión del Noroeste,Resistencia del Noroeste, Resistencia de 1885, : 55 Levantamiento del Noroeste, la Rebelión de Saskatchewan y la Segunda Rebelión de Riel. El conflicto, junto con la Rebelión del Río Rojo, se denominó colectivamente Rebeliones de Riel.
Aunque los términos rebelión y resistencia pueden usarse como sinónimos, su uso en relación con este conflicto ha sido tema de debate. Algunos académicos argumentan que el uso de un término cambia la perspectiva de cómo se interpreta el conflicto. Como resultado, los estudiosos entre grupos indígenas y muchos historiadores se refieren a los levantamientos indígenas en reacción a la colonización europea como resistencias; debido al hecho de que muchas naciones indígenas autogobernaron la tierra antes de que el gobierno canadiense ejerciera su soberanía sobre ella.

## Antecedentes
Después de la rebelión del Río Rojo entre 1869-1870, muchos de los métis de habla francesa se trasladaron de forma permanente de Manitoba a la región de Fort Carlton en los Territorios del Noroeste, a sus tradicionales cuarteles de invernada en Fish Creek, Batoche, St. Laurent, St. Louis, el valle de Qu'Appelle y Duck Lake en los alrededores del río Saskatchewan Sur. Muchos de los métis ingleses de la parroquia se marcharon y establecieron nuevos asentamientos en Grand Rapids, en el extremo norte del lago Winnipeg, Prince Albert y Fort Edmonton.
En 1882, los agrimensores comenzaron a dividir la tierra del recién formado Distrito de Saskatchewan en el sistema de concesión cuadrada del Dominion Land Survey. Las tierras métis estaban ubicadas dentreo del sistema señorial de franjas que se extendían desde un río con el que los métis estaban familiarizados en su cultura francocanadiense. Un año después de la encuesta, las 36 familias de la parroquia de St. Louis descubrieron que sus tierras y el sitio de su aldea que incluía una iglesia y una escuela habían sido vendidos por la Corona a la Compañía de Colonización Príncipe Alberto. Al no tener un título claro, los métis temían perder sus tierras que, ahora que las manadas de búfalos habían desaparecido, eran su principal fuente de sustento.
En 1884, los métis (incluidos los anglométis) solicitaron a Louis Riel que regresara de los Estados Unidos, a donde había huido después de la rebelión del Río Rojo, para apelar al gobierno en nombre de los grupos étnicos. El gobierno dio una respuesta vaga. En marzo de 1885, Riel, Gabriel Dumont, Honoré Jackson (también conocido como Will Jackson) y otros establecieron el Gobierno Provisional de Saskatchewan, creyendo que podían influir en el gobierno federal de la misma manera que lo habían hecho en 1869.

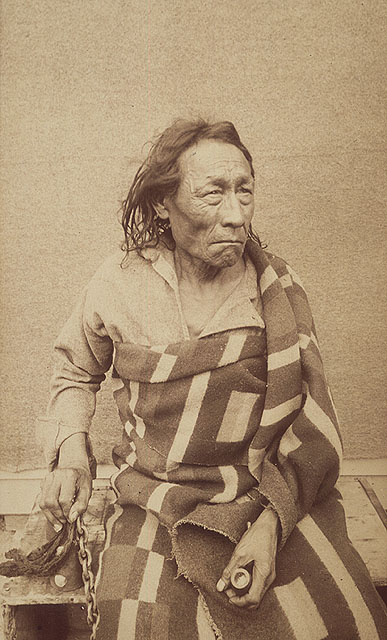
La violación de los tratados con los Cree por parte del gobierno federal impulsó a Big Bear, un jefPolicía Montada del Canadáa menudo a menudo e Cree, a embarcarse en una campaña diplomática para renegociar los términos de los tratados.

A menudo se malinterpreta el papel de los pueblos aborígenes antes y durante el estallido del conflicto. Varios factores han creado la idea errónea de que los cree y los métis actuaban al unísono. A finales de la década de 1870, el escenario estaba preparado para el descontento entre los aborígenes de las praderas: la población de bisontes estaba en grave declive, creando enormes dificultades económicas para los nativos : 171 y, en un intento por afirmar el control sobre los asentamientos aborígenes, el gobierno federal a menudo violó los términos de los tratados que había firmado durante la última parte de la década. : 174 Así, la insatisfacción generalizada con los tratados y la pobreza rampante impulsaron a Big Bear, un jefe cree, a embarcarse en una campaña diplomática para renegociar los términos de los tratados. Los tiempos de esta campaña coincidieron con un mayor sentimiento de frustración entre los métis. Cuando los cree iniciaron con violencia en la primavera de 1885, es casi seguro que no tenía relación con la revuelta de Riel y los métis, que ya estaba en marcha. Tanto en la Masacre del lago Frog como en el saqueo de Battleford, pequeños grupos disidentes de hombres cree se rebelaron contra la autoridad de Big Bear y Poundmaker. : 182  Aunque señaló discretamente a Ottawa que estos dos incidentes eran el resultado de personas desesperadas y hambrientas y que, como tales, no tenían relación con el conflicto, Edgar Dewdney, el vicegobernador de los territorios, afirmó públicamente que los cree y los métis se habían unido. efectivo.
Para Riel y los métis, varios factores habían cambiado desde la rebelión del Río Rojo. El ferrocarril se completó a través de las praderas en 1883, aunque todavía se estaban construyendo secciones al norte del lago Superior, lo que facilitó al gobierno el envío de tropas a la zona de conflicto. Además, se había creado la Policía Montada del Noroeste (NWMP), con lo que se había desarrollado una fuerza armada local. Riel careció del apoyo de los colonos ingleses de la zona, así como de la gran mayoría de las tribus de la localidad. La afirmación de Riel de que Dios lo había enviado de regreso a Canadá como profeta hizo que los funcionarios católicos, que lo veían como una herejía, inspirado por el diablo, hicieron esfuerzos por minimizar su apoyo. El sacerdote católico Albert Lacombe trabajó para obtener garantías de Crowfoot de que sus guerreros Blackfoot no participarían en un conflicto.

## Demografía
El distrito de Saskatchewan, parte de los Territorios del Noroeste en 1885, estaba dividido en tres subdistritos y tenía una población de 10.595 habitantes. Al este, el subdistrito de Carrot River, con 1.770 habitantes, permaneció en calma durante el conflicto. El subdistrito Prince Albert en el centro del distrito tenía una población de 5.373 habitantes, que incluía los asentamientos de Southbranch con alrededor de 1.300. El asentamiento de la rama sur fue el centro del Gobierno Provisional de Saskatchewan de Louis Riel durante el conflicto. Al oeste, el subdistrito de Battleford, donde se produjo el levantamiento de nativos cree en bandas lideradas por Poundmaker y Big Bear, tenía 3.603 personas.
El asentamiento más grande y la capital del distrito fue Prince Albert con unas 800 personas, seguido de Battleford con unas 500 personas que estaban divididas aproximadamente por igual entre franceses, métis e ingleses.
La población métis en Saskatchewan en 1885 era de unas 5.400 personas. Una mayoría intentó permanecer neutral en la disputa con el gobierno nacional, como recomendaron de sus sacerdotes. Unos 350 hombres armados apoyaron a Riel. Un número menor se opuso a él, encabezado por Charles Nolin. Además, Riel contó con el apoyo de un pequeño número de miembros de las Primeras Naciones. Entre los partidarios de Riel se encontraban los métis de mayor edad y menos asimilados, a menudo con estrechas asociaciones con la población de las Primeras Naciones. Muchos iban y venían de las comunidades de las Primeras Naciones y preferían hablar lenguas indígenas más que francés. Los oponentes de Riel eran métis más jóvenes y mejor educados; querían estar más integrados en la sociedad canadiense y no establecer un dominio separado como prometió Riel.

## Curso de la guerra
Riel había sido invitado a liderar el conflicto, pero lo convirtió en una acción militar con un tono fuertemente religioso, alienando así al clero católico, los blancos, casi todas las Primeras Naciones y la mayoría de los métis de la localidad. Riel tenía una fuerza de unos doscientos métis y un número menor de Primeras Naciones en Batoche en mayo de 1885, enfrentándose a 900 tropas gubernamentales.

### Inicio

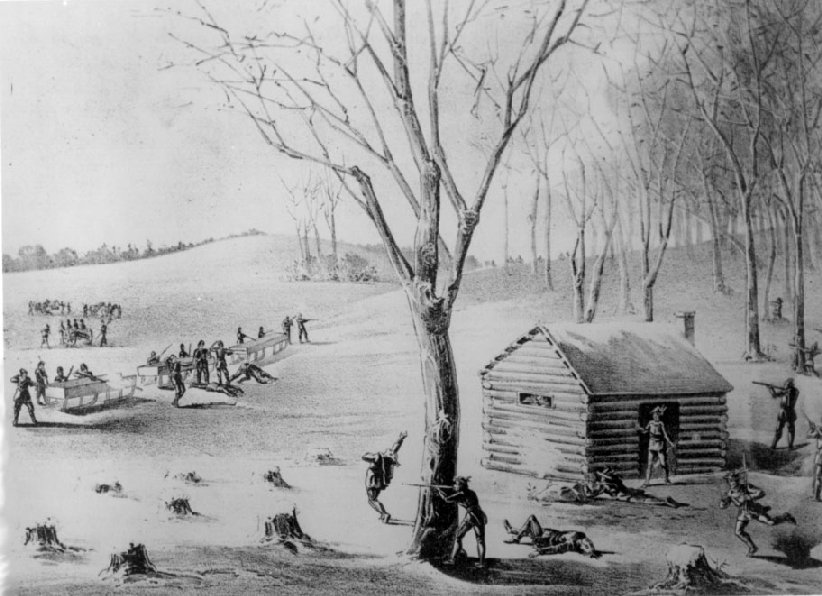
En marzo de 1885, estalló una escaramuza entre la milicia canadiense, la Policía Montada del Noroeste (NWMP), y guerreros métis y aborígenes.

El 26 de marzo de 1885, entre 150 y 200 guerreros métis y aborígenes bajo el mando de Gabriel Dumont derrotaron a un grupo combinado de 90 voluntarios del Príncipe Alberto y la Policía Montada del Noroeste liderados por su superintendente Leif Newry Fitzroy Crozier en la batalla de Duck Lake, en las afueras de Batoche. Poco antes de la batalla de Duck Lake, el gobierno federal había enviado al mayor general Frederick Middleton al Oeste. Finalmente, durante un período de muchas semanas, Middleton trajo 3.000 soldados a Occidente e incorporó a su fuerza a otros 2.000, en su mayoría voluntarios anglo-canadienses, y 500 policías montados del noroeste. 
El 30 de marzo, un grupo de asalto de los nativos cree, escasos de alimentos debido a la disminución de las poblaciones de bisontes, se acercó a Battleford. Los habitantes huyeron al cercano puesto de la Policía Montada del Noroeste, en Fort Battleford. Luego, los Cree tomaron alimentos y suministros de las tiendas y casas vacías. Además, los insurgentes cree saquearon los puestos de la Compañía de la Bahía de Hudson en Lac la Biche y Green Lake el 26 de abril de ese mismo año. : 234–235 
El 2 de abril, en Frog Lake, Saskatchewan, un grupo de asalto cree liderado por el jefe de guerra cree, Wandering Spirit, atacó la pequeña ciudad. Enojados por lo que parecían ser tratados injustos y la retención de provisiones vitales por parte del gobierno canadiense, y también por la disminución de la población de búfalos, su principal fuente de alimento, Big Bear y sus cree decidieron rebelarse después de la exitosa victoria de los métis en Duck Lake. Reunieron a todos los colonos blancos de la zona en la iglesia local. Mataron a Thomas Quinn, el agente indio del pueblo, después de que estalló un desacuerdo entre ellos. Luego, los Cree atacaron a los colonos, mataron a ocho más y tomaron cautivos a tres.
La masacre llevó al gobierno canadiense a tomar nota del creciente malestar en los Territorios del Noroeste. Cuando terminó el conflicto, el gobierno ahorcó a Wandering Spirit, el jefe de guerra responsable de la masacre de Frog Lake.
El 15 de abril, 200 guerreros Cree descendieron sobre Fort Pitt. Interceptaron a un grupo de exploración policial, mataron a un agente, hirieron a otro y capturaron a un tercero. Rodeado y superado en número, el comandante de la guarnición Francis Dickens capituló y acordó negociar con los atacantes. Big Bear liberó a los agentes de policía restantes, pero mantuvo a la gente del pueblo como rehenes y destruyó el fuerte. Seis días después, el comandante Dickens y sus hombres arribaron a un lugar seguro en Battleford.

### Movilización del gobierno

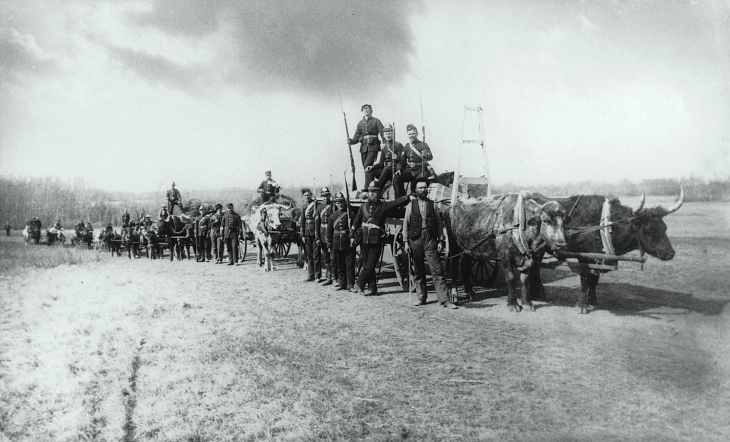
La milicia canadiense en marcha hacia el conflicto, cerca del valle de Qu'Appelle.

Reconociendo que un levantamiento armado era inminente, el gobierno federal canadiense había enviado, tres días antes de la batalla de Duck Lake, al general de división Frederick Middleton, comandante de la milicia canadiense, a Winnipeg, donde estaba destacada una unidad de la milicia, el 90.º Winnipeg Rifles, y de artillería de la milicia: la Winnipeg Field Battery. Después de la batalla de Duck Lake, el gobierno comenzó inmediatamente la movilización de algunas de las mal equipadas unidades de milicias de Canadá (la Milicia Activa No Permanente), así como de las unidades de caballería, artillería e infantería regulares que componían la diminuta Milicia Activa Permanente: el casi inexistente ejército regular de Canadá. El 30 de marzo, después de una apresurada movilización en Toronto, dos trenes que contenían el décimo batallón de milicias de Granaderos Reales y Rifles Propios de la Reina estaban listos para salir de Toronto. Otras unidades de la milicia, el 9.º Voltigeurs de la ciudad de Quebec y el 65.º Mount Royal Rifles de Montreal, también se movilizaron rápidamente. Pronto, todas las ciudades importantes del Este fueron escenario de embarque de jóvenes milicianos inexpertos aclamados por inmensas multitudes.[cita requerida]
La primera milicia que luchó hacia el oeste tuvo que enfrentarse a las numerosas y prolongadas rupturas en la línea del tren en el norte de Ontario. Marchaban sobre la nieve o eran transportados en trineos expuestos. Donde había tramos cortos de vías, la milicia viajaba en vagones de ferrocarril construidos apresuradamente que no hacían nada para protegerlos del frío extremo. Muchos de los soldados sufrieron mucho por el clima invernal. Sin embargo, las primeras tropas enviadas al oeste fueron seguidas, en las semanas siguientes, por miles más. : 168–177 

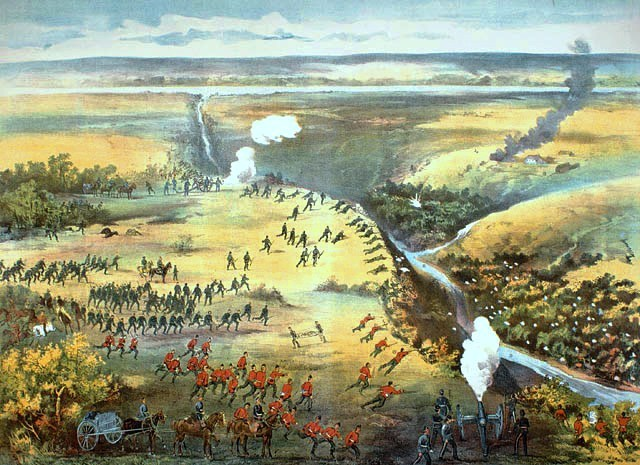
La batalla de Fish Creek fue una importante victoria de los métis, que convenció al mayor general Frederick Middleton de detener temporalmente su avance.

Otras fuerzas, como la Alberta Field Force dirigida por Thomas Bland Strange, se formaron en Occidente con el fin de rendir apoyo al conflicto.

### Victorias de los métis de abril a mayo
El 24 de abril, en Fish Creek, 200 métis lograron una notable victoria sobre una fuerza gubernamental superior de 900 soldados que fueron enviados para sofocar el conflicto. Aunque no fue lo suficientemente decisiva como para alterar el resultado de la guerra, detuvo temporalmente el avance de la columna del mayor general Frederick Middleton sobre Batoche. Allí fue donde más tarde los métis harían su última resistencia.
El 2 de mayo, el jefe de guerra cree, Fine-Day, mantuvo a raya al teniente coronel William Otter en la batalla de Cut Knife cerca de Battleford. A pesar del uso de una ametralladora Gatling, una columna volante de la milicia canadiense se vio obligada a retirarse. Fine-Day estaba afiliado al jefe Poundmaker. Big Bear no se involucró en esta batalla.

### Fin del conflicto
El 9 de mayo, el mayor general Middleton atacó Batoche. Los métis, muy superados en número, se quedaron sin municiones después de tres días de batalla y asedio. Los métis recurrieron a disparar objetos punzantes y pequeñas piedras con sus armas, hasta que fueron asesinados o dispersados cuando los soldados de Middleton avanzaron con fuerza e invadieron sus fosos de rifle. Riel se rindió el 15 de mayo ante Middleton. Gabriel Dumont y otros participantes escaparon a través de la frontera hacia el territorio de Montana de los Estados Unidos. La derrota de los métis y la captura de Riel provocaron el colapso del Gobierno Provisional establecido entre los rebeldes.

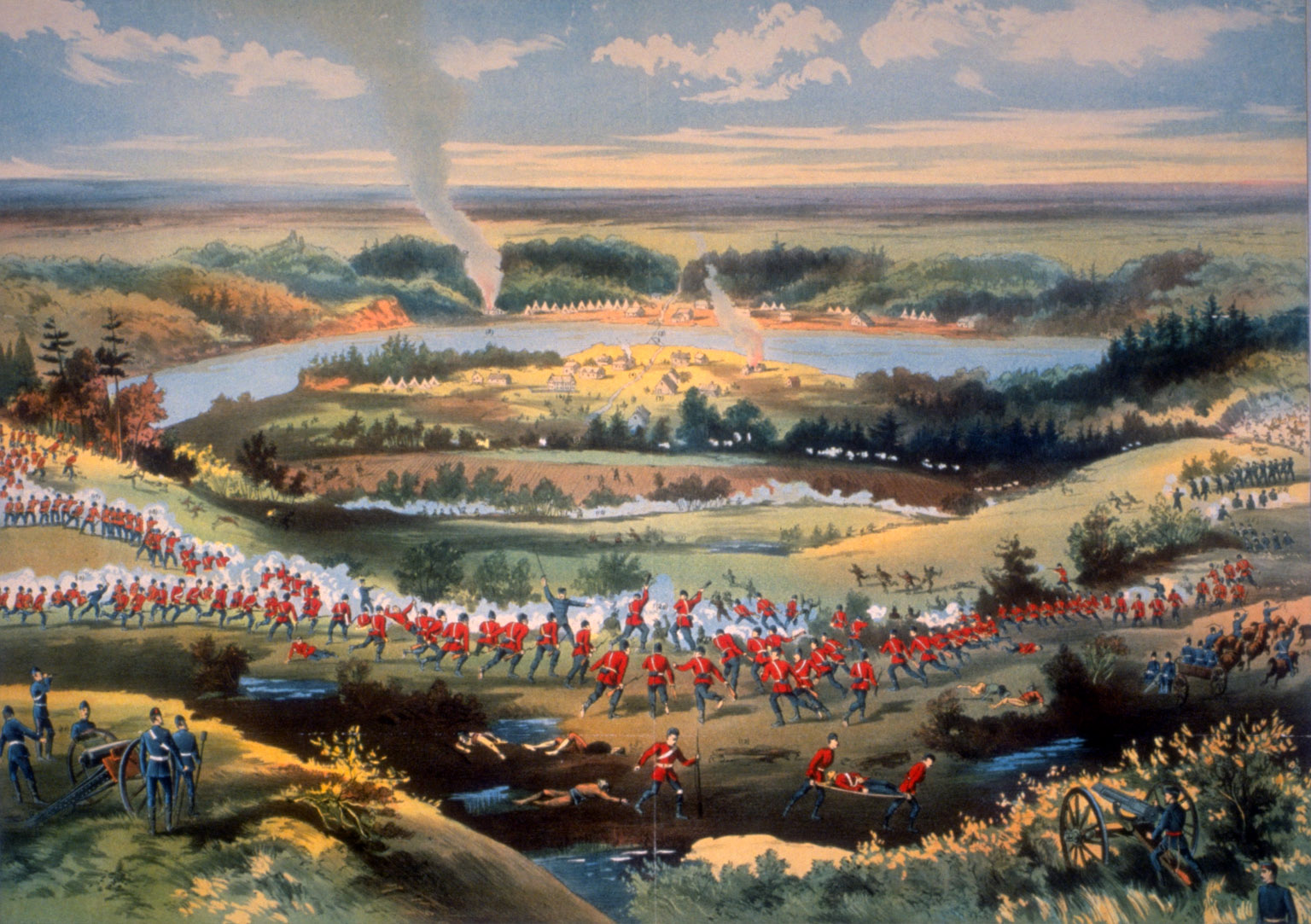
La Batalla de Batoche fue una victoria decisiva para la milicia canadiense, con la captura de Louis Riel y el colapso del Gobierno Provisional de Saskatchewan.

La caída de Riel en Batoche no puso fin al conflicto con los cree. El 28 de mayo, el general de división Thomas Bland Strange puso en contacto una fuerza de milicia, incluido un destacamento del NWMP, de Calgary, Alberta, con una fuerza cree que huía bajo el mando de Big Bear. Los combatientes nativos triunfaron en Frenchman's Butte en una batalla a finales de mayo.
El último enfrentamiento armado en el conflicto fue la batalla de Loon Lake. El 3 de junio, un pequeño destacamento del NWMP bajo el mando del mayor Sam Steele alcanzó a la fuerza de Big Bear que avanzaba hacia el norte después de su victoria en Frenchman's Butte. Los combatientes de Big Bear se quedaron casi sin municiones y huyeron después de un breve intercambio de disparos y la liberación de sus rehenes a las fuerzas canadienses.
Desmoralizados, indefensos, hambrientos y sin esperanzas de alivio después de la derrota de Poundmaker, la mayoría de los luchadores de Big Bear se rindieron durante las siguientes semanas. El 2 de julio, Big Bear se rindió al NWMP en una isla en el río Saskatchewan cerca de Fort Carlton. El gobierno abordó la crítica escasez de alimentos de los cree y assiniboine enviando alimentos y otros suministros. Poundmaker y Big Bear fueron condenados a prisión. Otras ocho personas fueron ahorcadas en el mayor ahorcamiento masivo en la historia de Canadá. Estos hombres, declarados culpables de asesinato fuera del conflicto militar, eran Wandering Spirit, (Kapapamahchakwew), un jefe de guerra Cree de las Llanuras, Little Bear (Apaschiskoos), Walking the Sky (también conocido como Round the Sky), Bad Arrow, Miserable Man, Iron Body., Ika (también conocido como Pierna Torcida) y El Hombre Sin Sangre, por los asesinatos cometidos en Frog Lake y Battleford:los asesinatos del instructor agrícola Payne y el granjero de Battleford, Barney Tremont.

## Secuelas

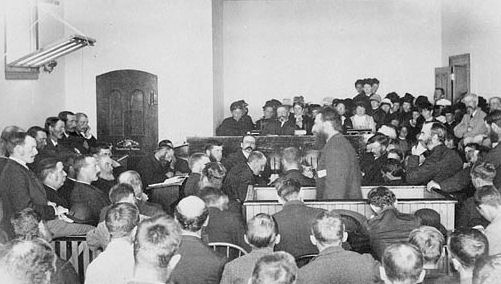
El fin del conflicto dio lugar al juicio de Louis Riel, juicio que desató la polémica nacional entre el Canadá inglés y el francés.

El juicio de Louis Riel se produjo poco después del fin del conflicto, donde fue declarado culpable de alta traición y ahorcado. Su juicio provocó una controversia nacional entre el Canadá inglés y el francés.
El Canadian Pacific Railway (CPR) jugó un papel clave en la respuesta del gobierno al conflicto, ya que pudo transportar tropas federales a la zona rápidamente. Se necesitaron tres meses para llevar tropas a la Rebelión del Río Rojo, mientras que el gobierno pudo mover fuerzas en nueve días por tren en respuesta a los acontecimientos en los Territorios del Noroeste. La exitosa operación aumentó el apoyo político al ferrocarril tambaleante e incompleto, que había estado al borde del colapso financiero. El gobierno autorizó fondos suficientes para terminar la línea. De esta manera, el primer ministro John A. Macdonald pudo hacer realidad su sueño nacional de unir a Canadá con todo el continente.[cita requerida]
Después de los combates, se crearon nuevas circunscripciones del Consejo Territorial, aunque sólo cubrían áreas específicas de los asentamientos. Se celebraron también las elecciones de los Territorios del Noroeste de 1885. La Comisión Scrip fue enviada al distrito de Saskatchewan y a la actual Alberta para abordar los reclamos de tierras de los métis.
El conflicto fue la primera acción militar independiente de Canadá. Tuvo un costo de alrededor de $5 millones y el Partido Conservador perdió la mayor parte de su apoyo en Quebec. El conflicto garantizó el control anglófono de las praderas y demostró que el gobierno nacional era capaz de tomar medidas decisivas. : 4–8 Aquellos que sirvieron en la Milicia y la Policía durante el conflicto recibieron la Medalla del Noroeste de Canadá, establecida en septiembre de 1885.

### Reacción internacional
En medio del conflicto del Noroeste, la prensa estadounidense y británica tomó nota de las acciones tanto de los métis como del gobierno canadiense. Algunos periódicos, como el Times y el Guardian, escribieron aprobando las medidas adoptadas por el gobierno canadiense.

## Consecuencias a largo plazo
Los métis de Saskatchewan solicitaron concesiones de tierras; todos fueron proporcionados por el gobierno a fines de 1887. El gobierno volvió a inspeccionar los lotes del río Métis de acuerdo con las solicitudes de los métis. Sin embargo, los métis no comprendieron el valor a largo plazo de sus nuevas tierras y vendieron gran parte de ellas a especuladores que luego las revendieron a agricultores. La lengua francesa y la religión católica enfrentaron una marginación cada vez mayor tanto en Saskatchewan como en Manitoba, como lo ejemplifica la controversia emergente en torno a la cuestión de las escuelas de Manitoba. Los métis se vieron cada vez más obligados a vivir en tierras indeseables o a la sombra de reservas indias (ya que los métis no tenían un estatus de tratado como indios con derecho a tierras).[cita requerida]
El juicio de Riel y la negativa de Macdonald a conmutar su sentencia causaron un malestar duradero en Quebec y llevaron a una desconfianza francófona fundamental hacia los políticos anglófonos. El Canadá francés sintió que el conflicto había tenido un objetivo injusto.

## Memoria
En la primavera de 2008, la ministra de Turismo, Parques, Cultura y Deportes, Christine Tell, proclamó en Duck Lake que la 125.ª conmemoración, de la Rebelión del Noroeste de 1885 es una excelente oportunidad para contar la historia de los Métis de las praderas y de las Primeras Naciones, la lucha de los pueblos con las fuerzas gubernamentales y cómo ha dado forma al Canadá actual.
Batoche, donde se había formado el Gobierno Provisional Métis, ha sido declarado Sitio Histórico Nacional de Canadá. Batoche marca el sitio de la tumba de Gabriel Dumont, la casa de Albert Caron, la escuela de Batoche, el cementerio de Batoche, la tienda Letendre, el cruce del río Dumont, el cruce de Gariépy, el cruce de Batoche, la iglesia de St. Antoine de Padoue, los fosos de fusileros métis y el campo de batalla de la Policía Montada del Canadá.
El sitio histórico provincial de Fort Carlton ha sido reconstruido ya que había sido devastado por tres incendios. Big Bear (Mistahimaskwa) había utilizado el sitio en sus negociaciones iniciales para el Tratado Seis alrededor de 1884 y, finalmente, al año siguiente se rindió en Fort Carlton después de sus acciones en Steele Narrows. La Policía Montada del Noroeste utilizó el fortín Prince Albert para evacuar Fort Carlton después del primer incendio. Duck Lake alberga el Museo Histórico de Duck Lake y el Centro de Interpretación Regional de Duck Lake. Varios murales que reflejan la historia del conflicto en la zona. La batalla de Duck Lake, la masacre de Duck Lake y un salto de búfalo se encuentran en el museo. El "First Shots Cairn" se erigió en la autopista 212 de Saskatchewan como un hito que conmemora la escena de los primeros disparos en la Batalla de Duck Lake. El Santuario de Nuestra Señora de Lourdes en St. Laurent, al norte de Duck Lake, es un lugar de peregrinación local. El sitio histórico nacional de la Batalla de Fish Creek cambió su nombre a Sitio histórico nacional Coulee / Fish Creek de Tourond para preservar el campo de batalla del 24 de abril de 1885, en la coulée des Tourond, la casa de Madame Tourond, el primer carro del río Red Fish Creek Trail y el sitio del campamento y el cementerio de Middleton.

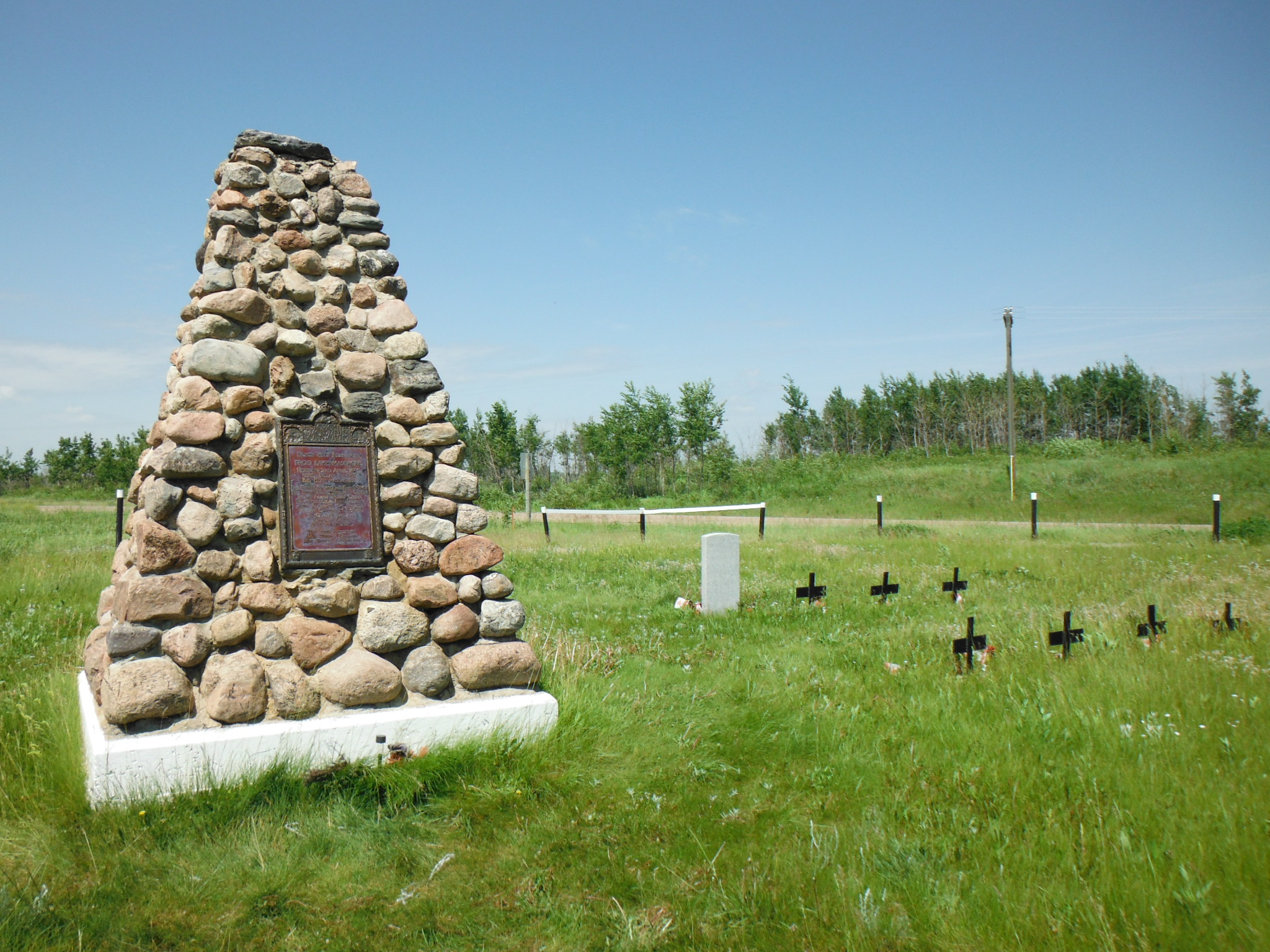
Un mojón que conmemora la masacre de Frog Lake se encuentra ubicado en el cementerio con las tumbas de los asesinados.

La Residencia Marr es una propiedad patrimonial del municipio de Saskatoon que sirvió como hospital de campaña para los soldados heridos durante el conflicto. Fort Otter se construyó en la casa de gobierno de Battleford en la capital de los Territorios del Noroeste. Poundmaker fue arrestado en Fort Battleford y sentenciado a prisión. Ocho hombres de las Primeras Naciones fueron ahorcados, cinco por asesinatos en la masacre de Frog Lake, dos por asesinatos en el área de Battleford y uno por el asesinato de un policía montado en Fort Pitt el 15 de abril : 332 Fort Battleford ha sido declarado sitio histórico nacional de Canadá para conmemorar su papel como base de operaciones militar de Cut Knife Hill, Fort Pitt, como refugio para 500 colonos y su papel en el asedio de Battleford. Por su parte, Fort Pitt, escenario de la Batalla de Fort Pitt, es un parque provincial y un sitio histórico nacional donde una placa de Sitios y Monumentos Históricos Nacionales indica el lugar donde se firmó el Sexto Tratado. El sitio histórico nacional de la masacre de Frog Lake de Canadá, en Frog Lake, Alberta, es el lugar de un levantamiento Cree que ocurrió en el distrito de Saskatchewan, Territorios del Noroeste. Frenchman Butte es un sitio histórico nacional de Canadá. Es el lugar de una batalla de 1885 entre las tropas cree y canadienses.
En Cutknife se encuentra el hacha de guerra más grande del mundo, así como el Centro Histórico Poundmaker y el monumento a Big Bear erigido por la Junta de Monumentos y Sitios Históricos de Canadá. Ahora también hay, correctamente ubicado, un monumento erigido sobre Cut Knife Hill, el sitio de aspecto del sitio de Poundmaker Battle y el valle de Battle River. El estrecho entre el lago Makwa y la bahía Sanderson, en el parque provincial del lago Makwa, fue el lugar del último enfrentamiento del conflicto. El Parque Histórico Provincial Steele Narrows conserva el mirador de un cementerio cree. El depósito de entrenamiento de la Real Policía Montada de Canadá en Regina se estableció en 1874 y aún sobrevive. La capilla de la RCMP, un edificio de estructura construido en 1885, todavía está en pie. Se utilizó para encarcelar a los prisioneros indios. Uno de los tres edificios del gobierno territorial permanece en Dewdney Avenue en la capital provincial de Regina, que fue el lugar del Juicio de Louis Riel, donde todavía se representa el drama El juicio de Louis Riel. Tras el juicio de mayo, Louis Riel fue ahorcado el 16 de noviembre de 1885. El RCMP Heritage Centre, en Regina, abrió sus puertas en mayo de 2007. Los métis llevaron su cuerpo a Saint-Vital, la casa de su madre, ahora Sitio Histórico Nacional Casa Riel, y luego lo enterraron en la Basílica de San Bonifacio en Manitoba, su lugar de nacimiento, para su entierro. La autopista 11, que se extiende desde Regina hasta el sur de Prince Albert, ha sido denominada Louis Riel Trail por la provincia; la carretera pasa cerca de los lugares del conflicto.